# Bianca Del Carretto
Bianca Del Carretto (ur. 28 sierpnia 1985 w Rapallo) – włoska szpadzistka, trzykrotna medalistka mistrzostw świata.
W 2002 roku zdobyła srebrny medal drużynowo na mistrzostwach świata juniorów w Antalyi. Na rozgrywanych dwa lata później mistrzostwach świata juniorów w Płowdiwie była druga indywidualnie.
Ponadto na mistrzostwach świata juniorów w Linzu w 2005 roku zdobyła brązowy medal drużynowo. 
Podczas mistrzostw świata w Antalyi w 2009 roku Włoszki w składzie: Francesca Quondamcarlo, Cristiana Cascioli, Bianca Del Carretto i Nathalie Moellhausen zdobyły złoty medal w turnieju drużynowym. W tej samej konkurencji zdobyła również brązowe medale na mistrzostwach świata w Katanii w 2011 roku i mistrzostwach świata w Kazaniu w 2014 roku.
Wystartowała na igrzyskach olimpijskich w Londynie w 2012 roku, gdzie była siódma drużynowo, a indywidualnie zajęła 17. miejsce. Były to jej jedyne starty olimpijskie.
Zdobyła drużynowo brązowy medal na mistrzostwach Europy w Bourges w 2003 roku. W tej samej konkurencji zdobywała następnie złoto na mistrzostwach Europy w Gandawie (2007), srebro na mistrzostwach Europy w Lipsku (2010) oraz brąz na mistrzostwach Europy w Kijowie (2008), mistrzostwach Europy w Strasburgu (2014) i mistrzostwach Europy w Montreux (2015). Ponadto zdobyła dwa medale w turniejach indywidualnych: złoty na mistrzostwach Europy w Strasburgu (2014) i brązowy na mistrzostwach Europy w Kijowie (2008).